# Kubatrast
Kubatrast (Turdus plumbeus) är en fågel i familjen trastar inom ordningen tättingar.

## Utseende och läte
Kubatrasten har blåtonad grå fjäderdräkt och bjärt orangeröda ben och ögonring. Sången består av en serie tydliga dubblerade visslingar, medan det bland lätena kan höras olika gnisslande och tjackande ljud, liksom ett ljudligt "tsee-up".

## Utbredning och systematik
Kubatrasten förekommer som namnet avslöjar på Kuba, men även i Bahamas och på Cayman Brac. Den delas in i fyra underarter, med följande utbredning:
- Turdus plumbeus plumbeus – norra Bahamas
- Turdus plumbeus rubripes – centrala och västra Kuba österut till Holquín och Isla de la Juventud; tidigare även på Swan Islands öster om Honduras
- Turdus plumbeus schistaceus – östra Kuba (provinserna Holguín, Santiago de Cuba och Guantánamo)
- Turdus plumbeus coryi – Cayman Brac

Birdlife International och IUCN urskiljer alla underarter utom nominatformen som den egna arten Turdus rubripes. Tidigare inkluderades asktrast (T. ardosiaceus) i arten, då under namnet rödbent trast. 

## Levnadssätt
Kubatrast är ofta en väl synlig fågel som håller till på marken i en rad olika miljöer, från buskmarker och trädgårdar till tät skog.

## Status
Internationella naturvårdsunionen IUCN bedömer hotstatus för nominatformen och övriga underarter var för sig, båda som livskraftiga (LC).